# ビッグ・バッシュ・リーグ
ビッグ・バッシュ・リーグ（英: Big Bash League、略称BBL）は、2011年に開始したオーストラリアのトゥエンティ20方式のプロクリケットリーグ。2005年に開幕し、2011年に閉幕したKFCトゥエンティ20・ビッグ・バッシュ（英: KFC Twenty20 Big Bash）の後継リーグ。

## 概要

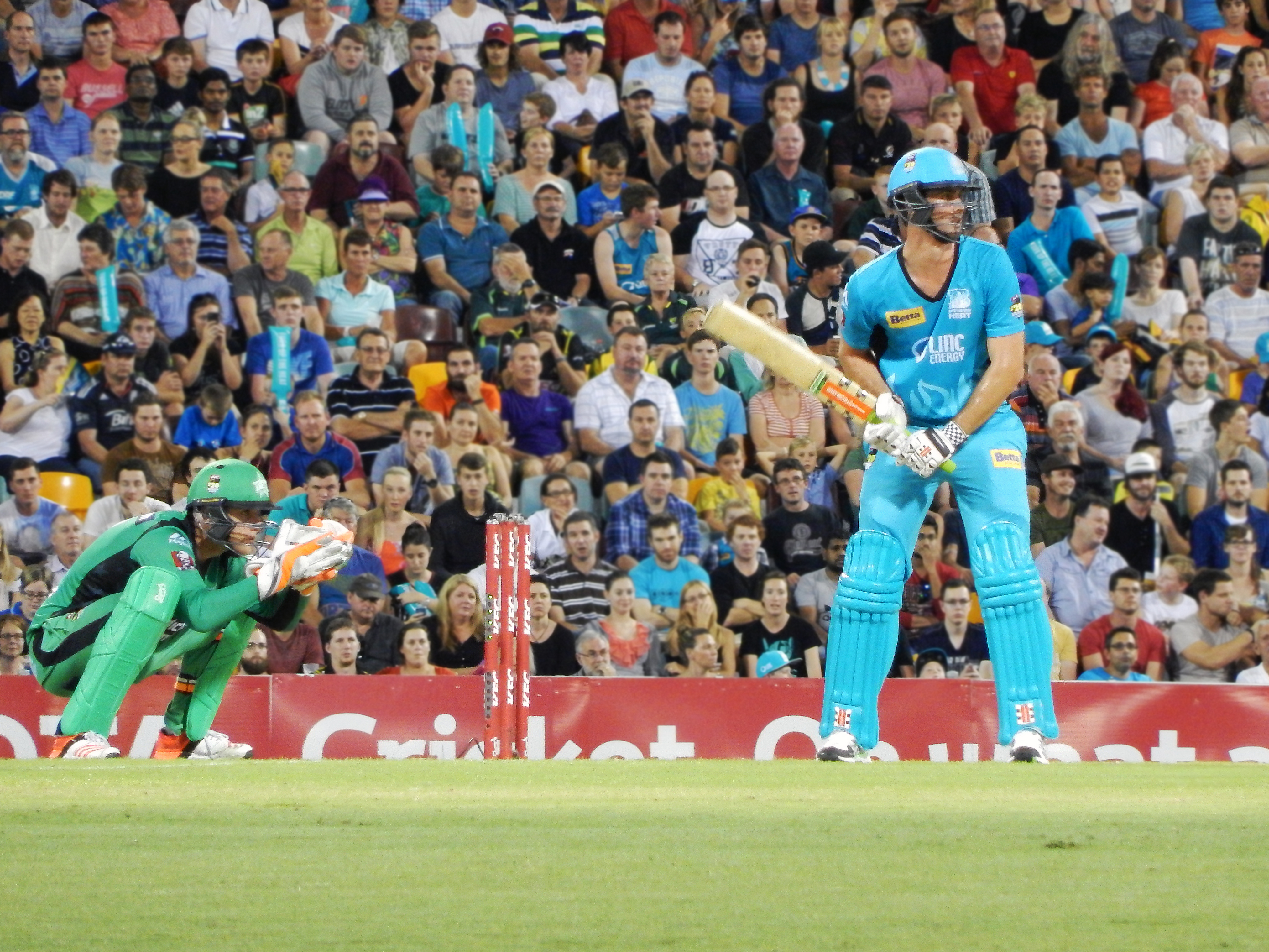
BBLの試合中(2014年)

参加チームは8チーム。シーズンは12月から翌年2月まで開催。各チームがホーム・アンド・アウェー方式で14試合を戦い、上位4チームが一発勝負の決勝トーナメントに進出する。2018-2019シーズンのシーズン観客動員数は約120万人であり、1試合平均観客動員数は2万人を超える。

## チーム
| 色 | チーム名                   | 都市       | ホームグラウンド                          |
| -- | -------------------------- | ---------- | ----------------------------------------- |
|    | アデレード・ストライカーズ | アデレード | アデレード・オーバル                      |
|    | ブリスベン・ヒート         | ブリスベン | ジ・ガッバ                                |
|    | ホバート・ハリケーンズ     | ホバート   | ブランドストーン・アリーナ                |
|    | メルボルン・レネゲイズ     | メルボルン | Marvel Stadium                            |
|    | メルボルン・スターズ       | メルボルン | MCG                                       |
|    | パース・スコーチャーズ     | パース     | オプタス・スタジアム                      |
|    | シドニー・シクサーズ       | シドニー   | SCG                                       |
|    | シドニー・サンダー         | シドニー   | ジャイアンツ・スタジアム/アコー・タジアム |

## 歴代優勝チーム

### KFCトゥエンティ20・ビッグ・バッシュ
- 2005-06：ビクトリアン・ブッシュレンジャーズ
- 2006-07：ビクトリアン・ブッシュレンジャーズ
- 2007-08：ビクトリアン・ブッシュレンジャーズ
- 2008-09：ニューサウスウェールズ・ブルース
- 2009-10：ビクトリアン・ブッシュレンジャーズ
- 2010-11：サザン・レッドロックス

### ビッグ・バッシュ・リーグ
- 2011-12：シドニー・シクサーズ
- 2012-13：ブリスベン・ヒート
- 2013-14：パース・スコーチャーズ
- 2014-15：パース・スコーチャーズ
- 2015-16：シドニー・サンダー
- 2016-17：パース・スコーチャーズ
- 2017-18：アデレード・ストライカーズ
- 2018-19：メルボルン・レネゲイズ
- 2019-20：シドニー・シクサーズ